# Uncle Adolf
Uncle Adolf è film TV di Nicholas Renton del 2005, andato in onda nel 2005 nel Regno Unito sulla BBC e nel 2010 in Italia su History Channel il 5 agosto.

## Trama
Il film racconta l'amore che Hitler (Ken Stott) provava per sua nipote Geli Raubal (Elaine Cassidy), che visse tre anni insieme a lui, fino a quando il 19 settembre 1931 si uccise con un colpo di pistola a soli 23 anni e devastò mentalmente Hitler.

## Location
Il film è stato girato negli studi della Lietuvos Kinostudija a Vilnius in Lituania nel 2004.